# Dai (Xinzhou)
Dai (代县; Pinyin: Dài Xiàn) ist ein chinesischer Kreis der bezirksfreien Stadt Xinzhou in der Provinz Shanxi. Er hat eine Fläche von 1.747 Quadratkilometern und zählt 178.870 Einwohner (Stand: Zensus 2020).

## Administrative Gliederung
Auf Gemeindeebene setzt sich der Kreis Dai aus sechs Großgemeinden und elf Gemeinden zusammen.